# Kanton Vieux-Habitants
Kanton Vieux-Habitants (francouzsky Canton de Vieux-Habitants) je francouzský kanton v departementu Guadeloupe v regionu Guadeloupe. Tvoří ho 3 obce.

## Obce kantonu
- Vieux-Habitants
- Baillif
- Bouillante (část)